# An Nhơn Đông
An Nhơn Đông là một phường thuộc tỉnh Gia Lai, Việt Nam.